# Jean-Philippe Roy
Jean-Philippe Roy (Rimouski, 18 febbraio 1979) è un ex sciatore alpino canadese specialista di slalom gigante e slalom speciale.

## Biografia

### Stagioni 1995-2002
Originario di Sainte-Flavie e attivo in gare FIS dal dicembre del 1994, in Nor-Am Cup Roy esordì l'11 marzo 1996 a Mont-Sainte-Marie in slalom gigante, senza completare la prova, ottenne il primo podio il 31 marzo 1998 a Sun Peaks nella medesima specialità (3º) e la prima vittoria il 4 gennaio 1999 a Whiteface Mountain in slalom speciale. Esordì ai Campionati mondiali a Vail/Beaver Creek 1999 (30º nello slalom gigante, non terminò lo slalom speciale), e in Coppa del Mondo il 31 ottobre dello stesso anno nello slalom gigante di Tignes, dove non concluse la gara. Poco meno di un anno dopo conquistò i primi punti nella competizione giungendo 27º nello slalom gigante di Sölden del 29 ottobre 2000.
Nel febbraio 2001 fu convocato per i suoi secondi Mondiali, quelli di Sankt Anton am Arlberg, dove arrivò 8º nella prova di combinata e non completò slalom gigante e slalom speciale. Il 22 dicembre dello stesso anno giunse per la prima volta nei primi dieci in una gara di Coppa del Mondo, ottenendo il 9º posto nello slalom speciale di Kranjska Gora. Nel febbraio 2002 esordì ai Giochi olimpici invernali: a Salt Lake City 2002 ottenne l'8º posto nella combinata e non completò lo slalom gigante e lo slalom speciale.

### Stagioni 2003-2015
Dopo aver saltato quasi tutta la stagione 2002-2003 a causa di un infortunio (ma fu al via dei Mondiali di Sankt Moritz, dove fu 29º nello slalom gigante e non terminò lo slalom speciale), l'atleta canadese ottenne il 19 dicembre 2004 il suo miglior risultato in Coppa del Mondo, il 5º posto nello slalom gigante dell'Alta Badia. Nel febbraio 2005, ai Mondiali di Bormio/Santa Caterina Valfurva, 3º dopo la prima manche dello slalom gigante cadde nella seconda frazione, mancando così la grande occasione della carriera. L'anno dopo ai XX Giochi olimpici invernali di Torino 2006, sua ultima presenza olimpica, non concluse né  lo slalom gigante né lo slalom speciale.
In seguito prese parte, gareggiando soltanto nello slalom gigante, ai Mondiali di Åre 2007 (7º, suo miglior piazzamento iridato); il 5 febbraio 2009 ottenne a Nakiska in slalom gigante l'ultima vittoria in Nor-Am Cup e ai successivi Mondiali di Val-d'Isère 2009, sua ultima presenza iridata, uscì nella prima manche. Il 7 febbraio 2012 ottenne a Vail in slalom gigante l'ultimo podio in Nor-Am Cup (2º). Prese il via per l'ultima volta a una prova di Coppa del Mondo ad Adelboden il 12 gennaio 2013, senza completare lo slalom gigante in programma; da allora gareggiò soltanto saltuariamente in competizioni minori, in Canada, fino al 6 marzo 2015, quando disputò a Osler Bluff la sua ultima gara FIS, uno slalom speciale chiuso da Roy al 7º posto.

## Palmarès

### Coppa del Mondo
- Miglior piazzamento in classifica generale: 58º nel 2002

### Nor-Am Cup
- Miglior piazzamento in classifica generale: 2º nel 2001
- Vincitore della classifica di slalom gigante nel 2001
- 17 podi:
  - 5 vittorie
  - 8 secondi posti
  - 4 terzi posti

#### Nor-Am Cup - vittorie
| Data            | Località           | Paese       | Specialità |
| --------------- | ------------------ | ----------- | ---------- |
| 4 gennaio 1999  | Whiteface Mountain | Stati Uniti | SL         |
| 28 marzo 1999   | Mount Norquay      | Canada      | SL         |
| 5 marzo 2001    | Whistler           | Canada      | GS         |
| 14 marzo 2001   | Stoneham           | Canada      | GS         |
| 5 febbraio 2009 | Nakiska            | Canada      | GS         |

Legenda:

GS = slalom gigante

SL = slalom speciale

### South American Cup
- Miglior piazzamento in classifica generale: 42º nel 2008
- 1 podio:
  - 1 secondo posto

### Campionati canadesi
- 11 medaglie[2]:
  - 6 ori (slalom gigante nel 2000; slalom gigante, slalom speciale, combinata[senza fonte] nel 2001; slalom gigante nel 2002; slalom gigante nel 2004)
  - 3 argenti (slalom speciale nel 2002; slalom gigante nel 2008; slalom gigante nel 2009)
  - 2 bronzi (slalom gigante nel 1999; slalom speciale nel 2000)